# マクマリー反応
マクマリー反応 (マクマリーはんのう、英: McMurry reaction) は2つのカルボニル基を還元的に結合させてアルケンを合成する反応である。マクマリーカップリングとも呼ばれる。
{\displaystyle {\rm {R_{1}C(=O)R_{2}+R_{3}C(=O)R_{4}\longrightarrow R_{1}R_{2}C=CR_{3}R_{4}}}}
この反応は1973年-1974年にかけて、向山光昭ら、S. Tyrlikら、ジョン・E・マクマリーらの3つのグループによって独立に報告されたが、特にマクマリーらのグループによって詳しく検討されたためこの名がある。
反応は低原子価チタンと呼ばれる化学種を還元剤として使用して行なわれる。この低原子価チタンは塩化チタン(III)あるいは塩化チタン(IV)をアルゴン雰囲気下でアルカリ金属や水素化リチウムアルミニウム、亜鉛–銅カップルなどで還元すると生成する化学種で、微細な金属チタンあるいは I価のチタン化合物と考えられている。反応の成否は用いる低原子価チタンの活性に大きく左右され、使用した塩化チタンに不純物が多いと活性が大きく下がる。活性の高い低原子価チタンを得やすい方法として、塩化チタン(III)をジメトキシエタンの錯体として精製し、それを銅-亜鉛合金で還元する方法が知られている。
反応機構はチタンの表面上で2つのカルボニル基の間でピナコールカップリングが起こり、その後2つのヒドロキシル基が脱離してアルケンが生成するというものである。低温で反応を行なうと反応中間体のピナコール（1,2-ジオール）を単離できることがある。この反応は立体的な障害の影響を受けにくく、ジイソプロピルケトンのようにカルボニル基にかさ高い置換基のついたケトンでも良好な収率でアルケンを生じる。また、分子内に2つのカルボニル基を持つ化合物では分子内反応が進行する。1,3-ジケトンや1,4-ジケトンからシクロプロペンやシクロブテンを合成することも可能であり、一方では大員環の合成にも利用できる。